# Nexøbanen
Nexøbanen var en smalspårig järnväg mellan Rønne och Nexø på Bornholm i Danmark, som var i drift mellan 1900 och 1968. Nexøbanen var den första järnvägen på Bornholm och anlades och drevs av Det Bornholmske Jernbaneselskab, eller Rønne-Nexø Jernbane (RNJ). Detta företag gick 1934 in i De Bornholmske Jernbaner (DBJ) tillsammans med de två senare anlagda, också smalspåriga järnvägarna Allingebanen och Gudhjembanen. 
Hastigheten på banan var 30 km/h till 1927, därefter 40 km/h till 1950 och senare 70 km/h.
Framför allt under 1920-talet var Nexøbanan ekonomiskt framgångsrik. På 1950-talet gick passagerarantalet kraftigt ned och banan lades ned i september 1968. 
Alla stationshus finns kvar, förutom stationen i Nexø, som revs 1973, och station Rønne Nord.

## Bildgalleri

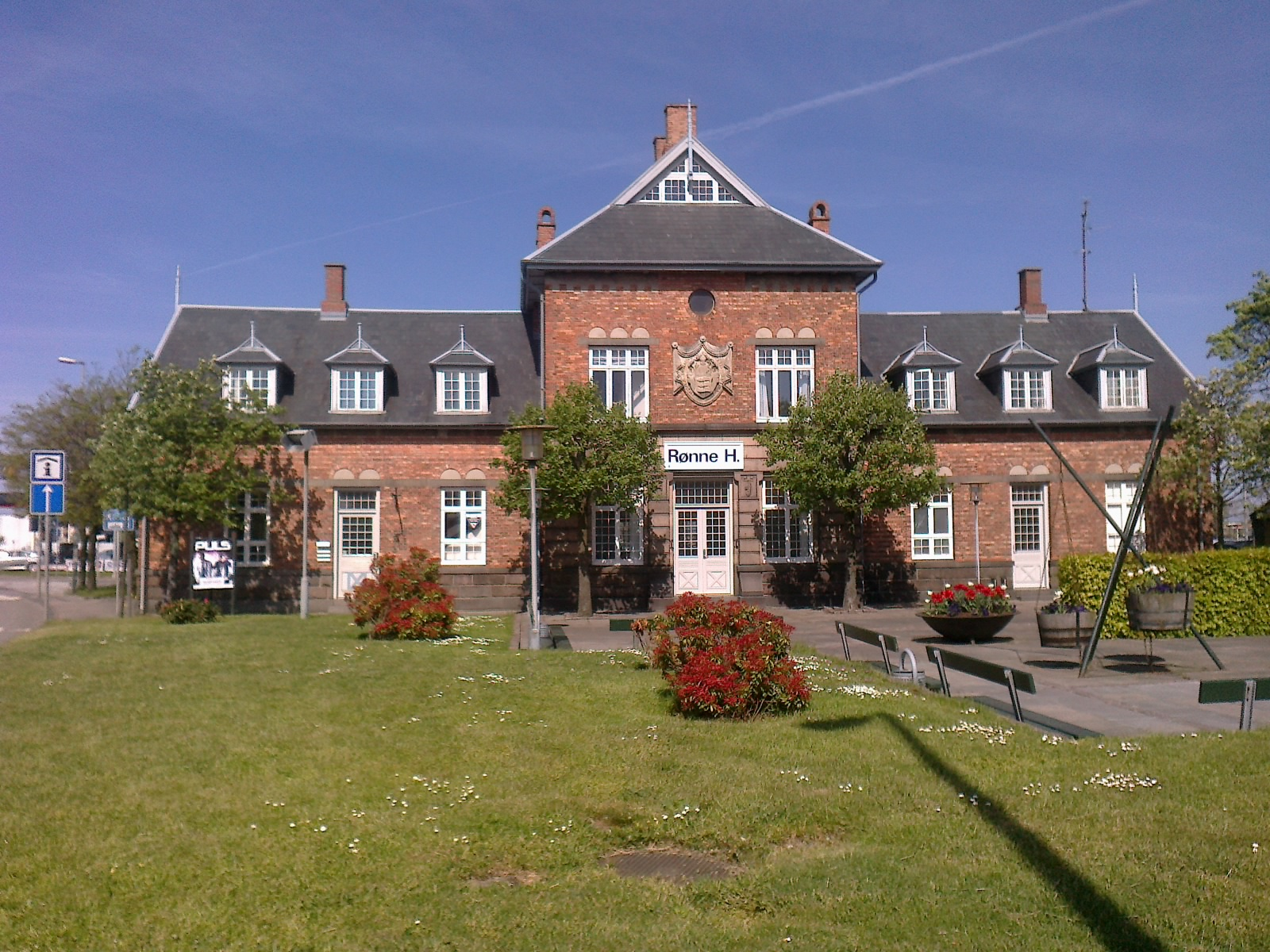
Rønne H Munch Petersens Vej 3
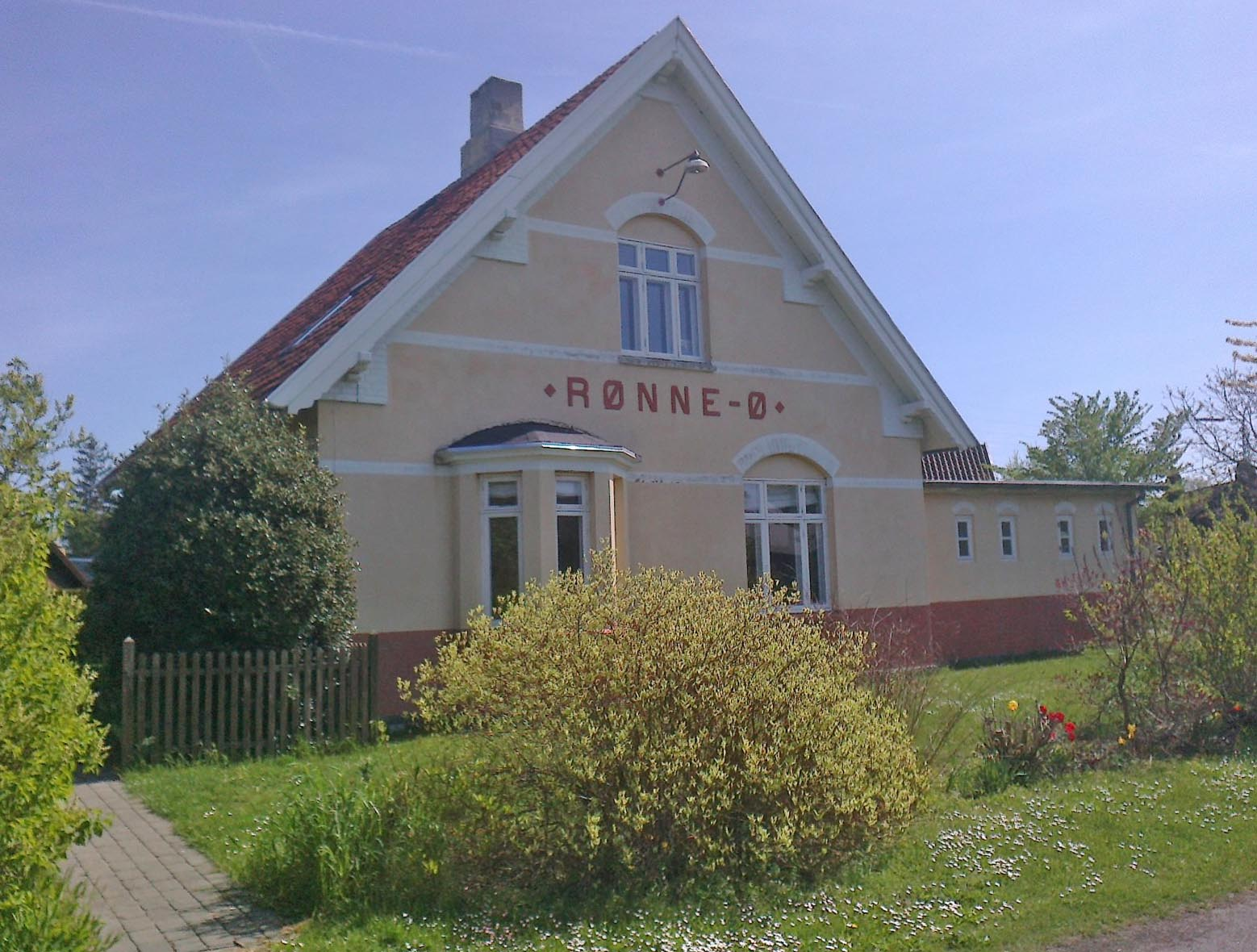
Rønne Ø Grønvangen 16
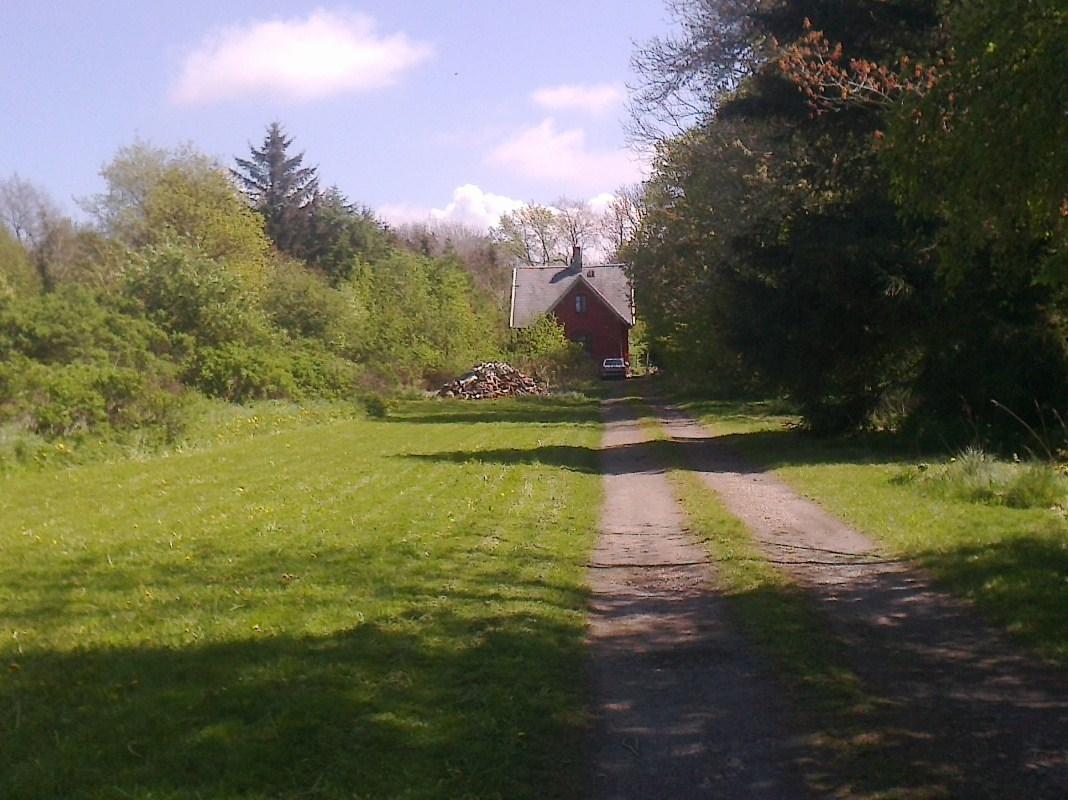
Køllergårde Vellensbyvejen 26
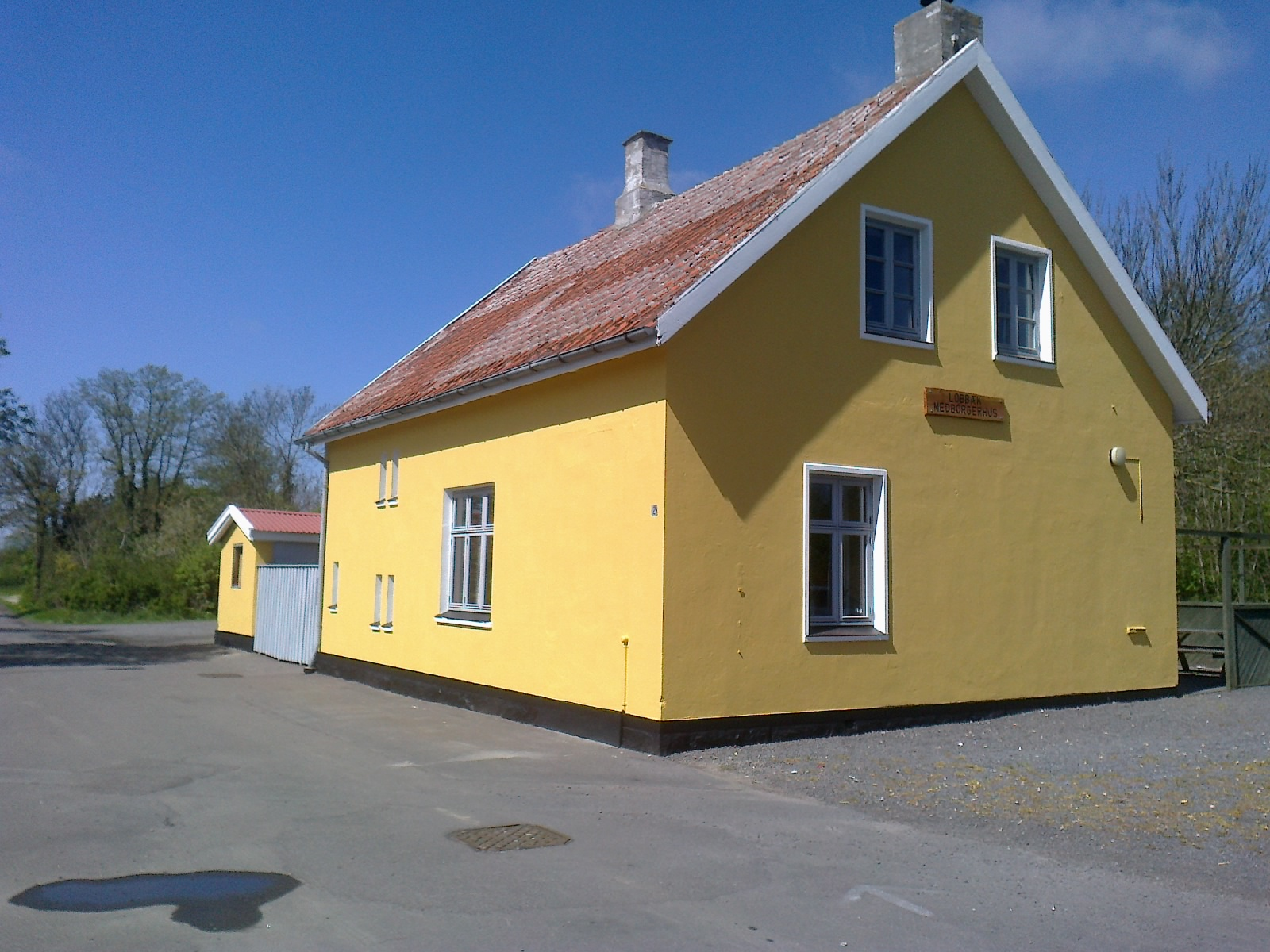
Lobbæk Jernbanevej 2
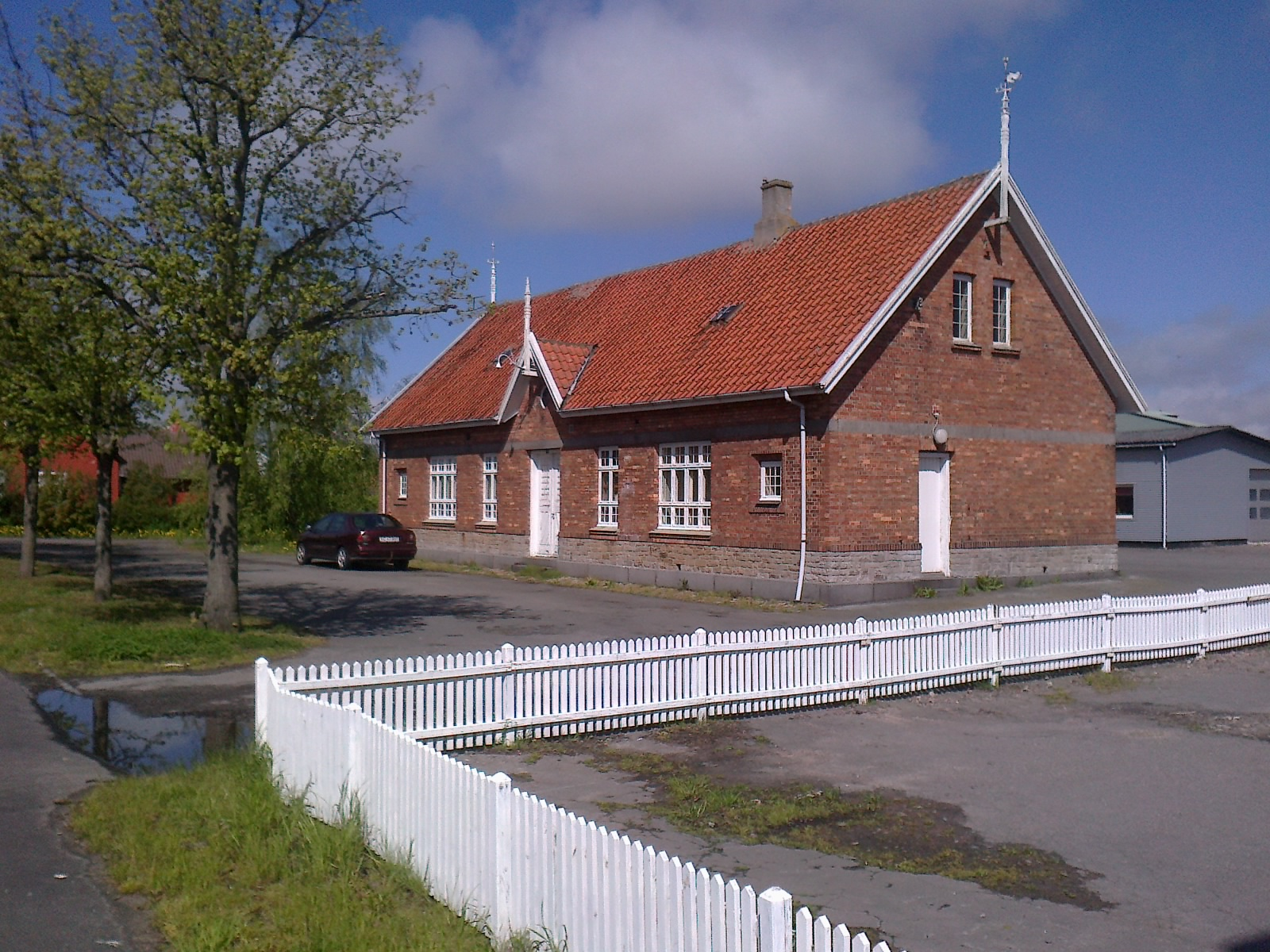
Aakirkeby Birgersvej 9
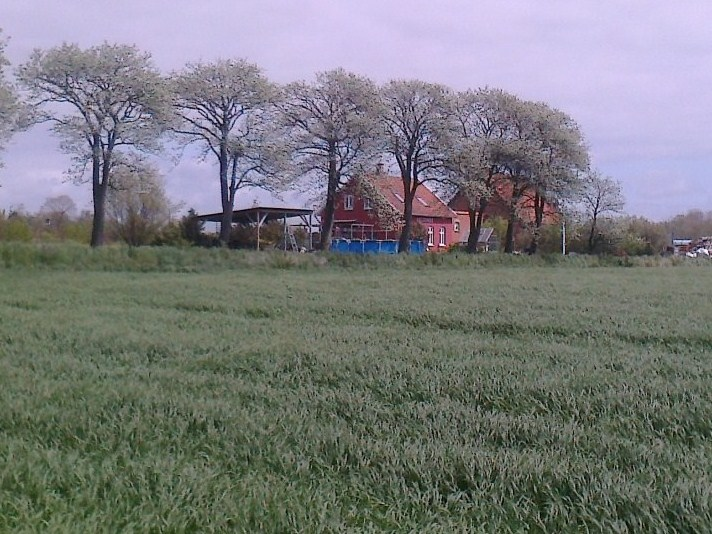
Ugleenge Bodernevej 5
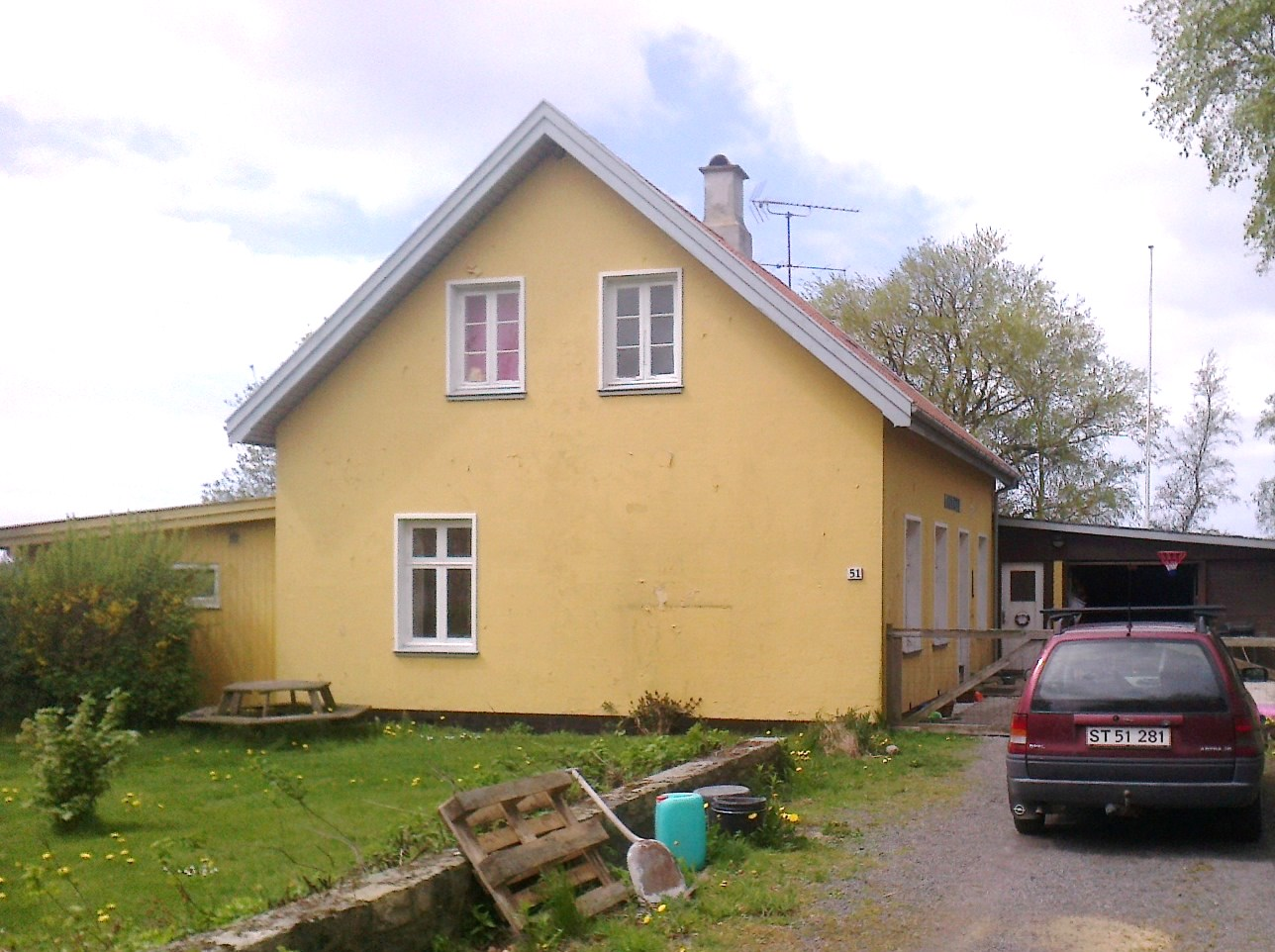
Pedersker Pedersker Hovedgade 51
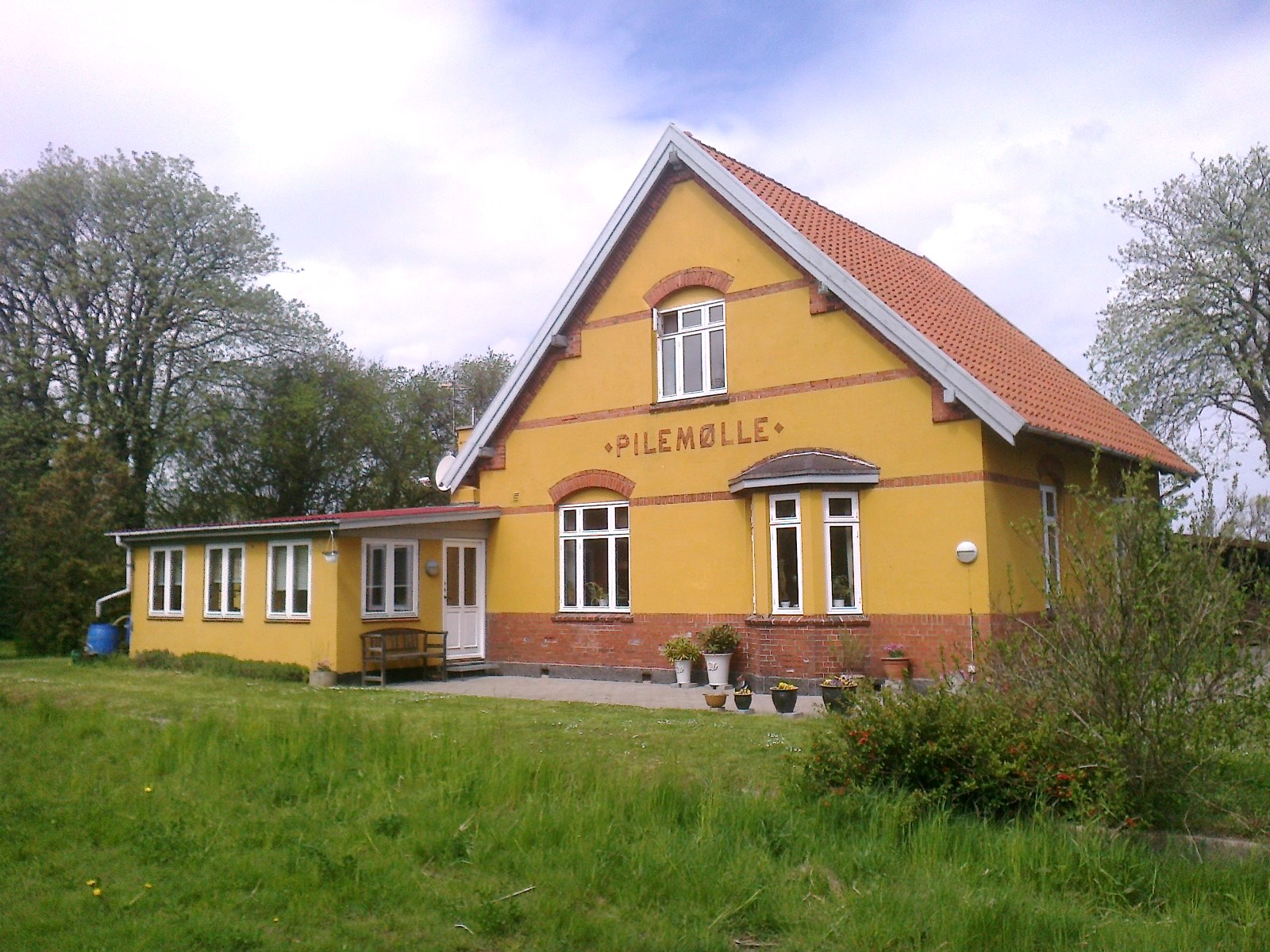
Pilemølle Brandsgårdsvejen 9
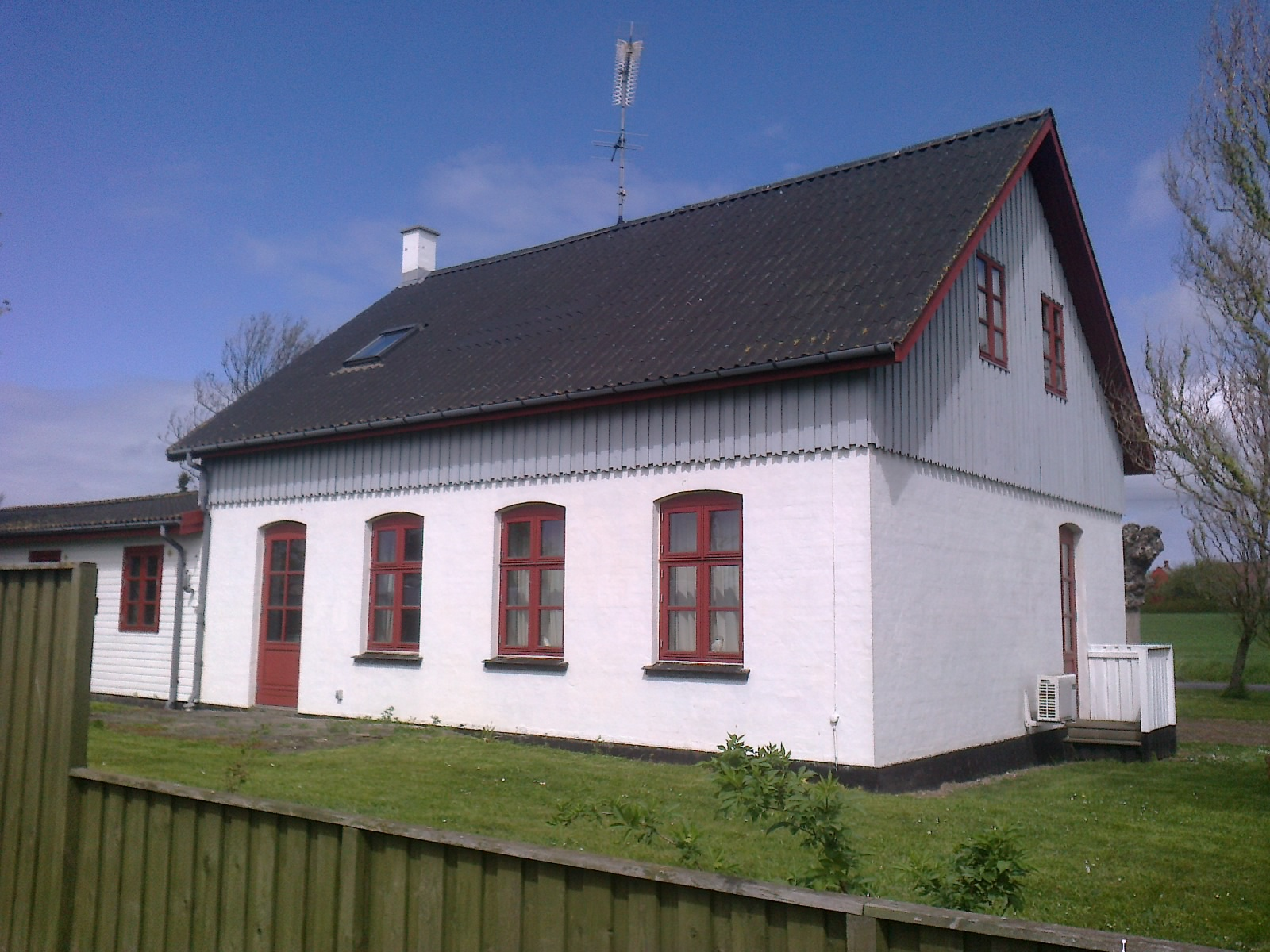
Bodilsker Mejerigaden 5, Stenseby
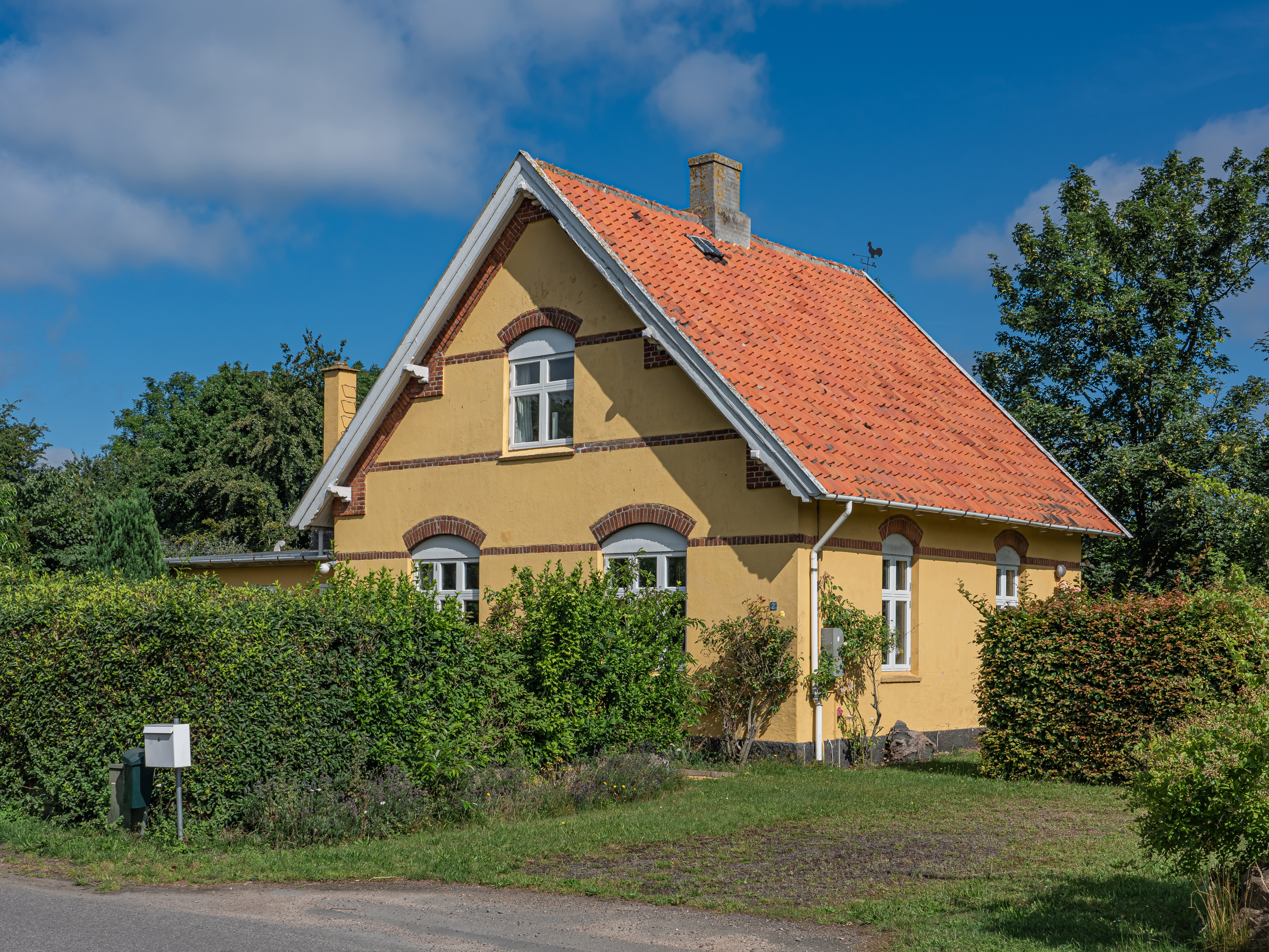
Balka Birkevej 2
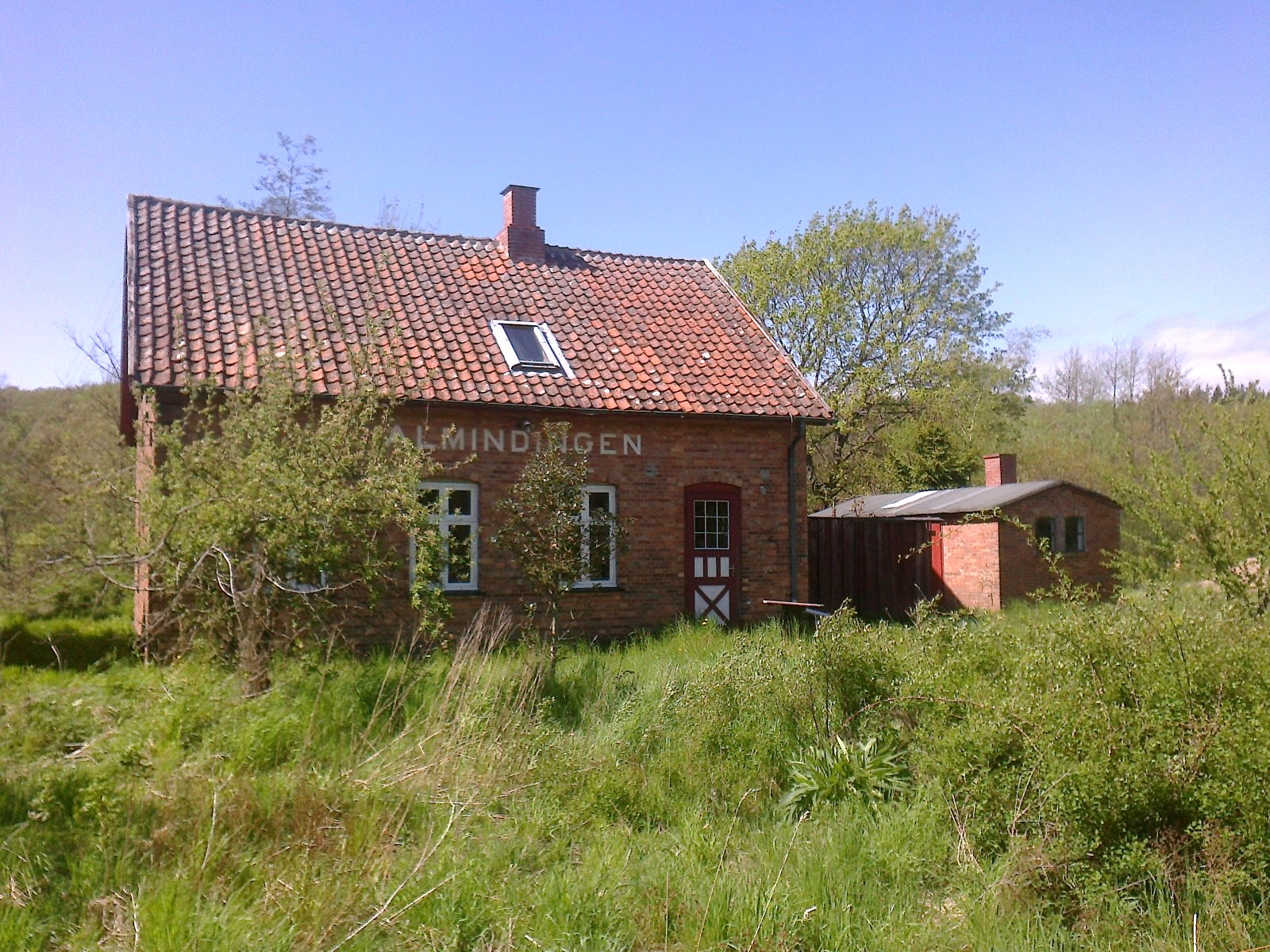
Almindingen Ekkodalsvejen 3

## Att läsa vidare
- Ann Vibeke Knudsen: DBJ – Historien om Jernbanerne på Bornholm, Bornholms Museum 2007, ISBN 9788788179743
- Ludvig Mahler: De Bornholmske Jernbaner 1900-1968, 1993, ISBN 8788134032
- Niels Jensen: Jernbaner på Lolland-Falster og Bornholm, Clausens Forlag 1977, ISBN 8711037776